# Massi-Baix Ter
El Massi-Baix Ter es un equipo ciclista femenino de España.

## Historia
El equipo se inició en la comunidad autónoma española de Cataluña desde el año 2018 en la categoría amateur, y desde el año 2019 el equipo subió a la máxima categoría del UCI Women's Team bajo un nuevo nombre.En 2024, el equipo pierde su puesto en la categoría UCI.

## Clasificaciones UCI
Las clasificaciones del equipo y de su ciclista más destacado son las siguientes:
| Temporada | Clasificación por equipos | Mejor corredora | Posición |
| 2019      |                           |                 |          |

## Palmarés
Para años anteriores véase: Palmarés del Massi-Tactic Women Team.

### Palmarés 2023

#### UCI WorldTour
| Fechas | Carreras | Ganadora |
|        |          |          |

#### Calendario UCI Femenino
| Fechas | Carreras | Ganadora |
|        |          |          |

#### Campeonatos nacionales
| Fechas        | Carreras                                 | Ganadora     |
| 11 de febrero | Campeonato de Ecuador Contrarreloj (CRI) | Miryam Núñez |

## Plantillas
Para años anteriores, véase Plantillas del Massi-Tactic Women Team

### Plantilla 2022
| Integrantes del equipo 2022     | Integrantes del equipo 2022 | Integrantes del equipo 2022               | Integrantes del equipo 2022 |
| Corredor                        | Fecha de nacimiento         | Equipo previo                             |                             |
| ------------------------------- | --------------------------- | ----------------------------------------- | --------------------------- |
| Mireia Benito                   | 30 de diciembre de 1996     |                                           |                             |
| Maaike Coljé                    | 7 de marzo de 1997          | Restore (2020)                            |                             |
| Nathalie Eklund                 | 28 de mayo de 1991          | GT Krush Tunap (2021)                     |                             |
| Sofia Gomes                     | 12 de agosto de 2003        |                                           |                             |
| Špela Kern                      | 24 de febrero de 1990       | Lviv Cycling Team (2020)                  |                             |
| Corinna Lechner                 | 10 de agosto de 1994        | Isorex NoAqua Ladies Cycling (2021)       |                             |
| Belén López (1 de ene–9 de jun) | 18 de abril de 1984         | Lointek (2017)                            |                             |
| Sara Mendez                     | 28 de marzo de 2003         |                                           |                             |
| Martina Moreno Monteys          | 14 de septiembre de 2001    |                                           |                             |
| Aurela Nerlo                    | 11 de febrero de 1998       | TKK Pacific Toruń - Nestlé Fitness (2021) |                             |
| Miryam Núñez                    | 10 de agosto de 1994        | Liro Sport-El Faro (2021)                 |                             |
| Andrea Ramírez Fregoso          | 25 de septiembre de 1999    | A.R. Monex Women's (2021)                 |                             |
| Mireia Trias                    | 22 de marzo de 2000         | Sopela Women's Team (2019)                |                             |
|                                 |                             |                                           |                             |
| Fuente: UCI                     |                             |                                           |                             |